# Bahr al-Arab
Bahr al-Arab (ar. بحر العرب) ili Kiir (na jezicima Dinka) rijeka je koja teče oko 800 km kroz jugozapad Sudana i predstavlja dio njegove međunarodne granice s Južnim Sudanom. Dio je riječnog sustava Nila, budući da je pritok Bahr el Ghazala, koji je pak pritok Bijelog Nila.
Rijeka teče kroz sudanske regije Kordofan i Darfur te čini dio granice između Darfura i države Bahr el Ghazal u sjeverozapadnom Južnom Sudanu.

## Etimologija
Naziv Bahr al-Arab na arapskom znači 'Arapsko more' (moguće od Nahr al-Arab, arapskog za 'rijeka Arapa'). Narod Dinka je naziva rijekom Kiir.

## Tok rijeke
Bahr al-Arab nastaje od nekoliko pritoka koje dreniraju masiv Bongo i planine Marrah u Darfuru, blizu granice Sudana s Čadomi Srednjoafričkom Republikom. Adda i Umbelasha teku istočno od masiva Bongo te se spajaju s Ibrahom (Wadi Ibra), koji teče južno od planina Marrah. Nastala sutokom ovih rijeka, Bahr al-Arab teče prema istoku duž granice regija Darfur i Bahr el Ghazal, a zatim kroz južni dio regije Kordofan.
Prema nekim izvorima, ušće Bahr al-Araba u rijeku Jur označava izvor rijeke Bahr el-Ghazal. Drugi izvori kažu da se Jur pridružuje Bahr el Ghazalu prije Bahr al-Araba. Bahr el Ghazal teče kratko prema istoku i ulijeva se u Bijeli Nil u močvarama Sudd. Rijeka Lol se ulijeva u Bahr al-Arab s juga, odmah nizvodno ušća rijeke Jur.
Bahr al-Arab ima najveće porječje od svih rijeka u regiji Bahr el Ghazal. Ali, u usporedbi s rijekama na jugu, Bahr al-Arab ima vrlo malo vode i teče sporo.

## Povijest
Stoljećima je Bahr al-Arab označavao granicu između etničkih skupina Dinka i Baggara. Rijeka je služila kao granica i zona sukoba između naroda Baggara i Dinka od početka njihove usmene tradicije.
Tijekom Drugog sudanskog građanskog rata, položaj Bahr al-Araba na granici između Sjevernog i Južnog Sudana učinio ga je vojnom frontom i područjem sukoba. Početkom 1980-ih zapadni Sudan pretrpio je nekoliko suša i propadanja usjeva. Kako su se razni narodi selili prema jugu, Baggara su se preselili južno od Bahr al-Araba i došli u sukob s Dinkama. Bagare je podržavala sudanska vojska u pokušaju da napreduju protiv Sudanske narodnooslobodilačke vojske (SPLA). Milicije Baggare, poznate kao murahileen, borile su se protiv SPLA-e tijekom 1980-ih. Do kraja desetljeća zemlja uz Bahr al-Arab bila je devastirana, a stanovništvo desetkovano.

## Vanjske poveznice
- 'Arab, Baḩr al, GEOnet poslužitelj imena